# Ethan Pocic
Ethan Pocic (Lemont, Illinois, 5 de agosto de 1995) es un jugador profesional estadounidense de fútbol americano que se desempeña en la posición de center en Cleveland Browns, equipo de la National Football League (NFL).

## Carrera
Fue seleccionado en la segunda ronda en la Reunión Anual de Selección de Jugadores de la NFL de 2017. Hizo su debut profesional con el equipo Seattle Seahawks, en el cual jugó cinco temporadas (2017-2022), luego pasó a los Cleveland Browns, donde lleva jugando dos temporadas.